# Куприянофф, Андре
Андре Куприянофф (фр. André Kouprianoff; род. 1938) — французский конькобежец, участник Зимних Олимпийских игр 1960 и 1964 годов.

## Биография и карьера
Родился 19 октября 1938 года в Париже.
Призёр Чемпионатов Европы по конькобежному спорту 1961 и 1962 годов. Лучший результат на чемпионатах мира по конькобежному спорту в классическом многоборье был достигнут в 1960 году в Давосе, Швейцария:
| Место | Очки    | 500 м    | 1500 м     | 5000 м     | 10 000 м     |
| ----- | ------- | -------- | ---------- | ---------- | ------------ |
| 2     | 189,245 | 43,3 (7) | 2:13,5 (3) | 8:12,4 (4) | 17:24,1 (10) |

Лучшие результаты конькобежца:
- 500 м – 41,5 (1960),
- 1500 м – 2:11,4 (1964),
- 5000 м – 8:03,9 (1962),
- 10000 м – 16:39,1 (1960).